# FIFA 13
FIFA 13 — двадцятий за ліком футбольний симулятор із серії ігор FIFA, розроблений канадською студією Electronic Arts. Демо версію представлено 11 вересня. Офіційний реліз гри в Європі відбувся 28 вересня 2012 

## Нововведення у FIFA 13

### Player impact engine
Player impact engine другого покоління розширює можливості фізики гри та додає більшу реалістичність у зіткненнях між гравцями. Тепер боротьба залежить від габаритів та сили футболістів.

### Tactical free kicks
Система Tactical free kicks (Тактика штрафних ударів) надає інструменти для повного контролю над штрафними ударами. Можна вибрати скільки футболістів стоятиме у стінці, а скільки залишиться біля воротаря. Завдяки цьому у гравця з'являється можливість ввести суперника в оману - він вдає, ніби готується завдати прямий удар по воротах, але в останній момент виконує передачу на вільного футболіста.

### Досконалий дриблінг
Повна свобода в атаці та контроль над ситуацією на полі, навіть під час повороту на 360 градусів. У двобоях із захисником гравець може ухилятися від підкатів та прикривати м'яча спиною.

### Розумна атака
Найдосконаліший штучний інтелект за весь час існування серії. Тепер гравці мають змогу аналізувати ситуацію: вони працюють більше і значно кмітливіше, заздалегідь розраховуючи свої подальші дії. Гравці можуть забігати наперед, відвертаючи увагу захисників, і відкривати вільні зони для товаришів по команді.

### Контроль першого дотику
Ще реалістичнішим став контроль м'яча. Тепер важко не тільки контролювати м'яч, але й приймати його. Захисники можуть скористатися помилкою суперника під час обробки м'яча, адже тепер усе залежить від швидкості, сили, висоти польоту м'яча і технічних можливостей кожного футболіста.

### Відмінності за межами поля
Коли команда атакує, уболівальники стають голоснішими, а їхні пісні - чіткішими. Біля бокової лінії поля ви можете побачити тренера, який дає вказівки футболістам, запасних гравців та стюартів.

### Режим кар'єри
Найочікуванішою новинкою в режимі кар'єри є можливість тренувати клуб та збірну одночасно. Вакансії щодо збірної будуть надходити залежно від громадянства гравця та клубу, який він очолює. Ключовою частиною діяльності менеджера в національній команді є підбір футболістів. Гравцеві необхідно вкладатися в обмежені терміни: за тиждень до гри або за місяць до початку турніру. Міжнародні змагання будуть проходити одночасно з клубними, тому гравець приймає збірну просто посеред кваліфікаційних матчів. Для роботи з національною збірною в режимі кар'єри передбачено окремий екран.

У режимі кар'єри гравець постійно одержує аудіозвернення про результати паралельних матчів, коментарі в англійській версії озвучують Алан Макіналлі і Джефф Шрівз. Такі зведення надають свіжу інформацію про забиті м'ячі, вилучення і пенальті в реальному часі. Перед початком свого матчу гравець може обрати, про які матчі бажає отримувати синхронну трансляцію новин.

Також після кожного матчу в режимі кар'єри проходить аудіоогляд результатів, який по функціоналу нагадує сервіс BBC Final Score - "Фінальний рахунок". Завдяки постійним оновленням у турнірних таблицях, гравець весь час у курсі головних подій; також буде представлено інформацію про майбутні зустрічі.

У FIFA 13 повністю перероблено систему трансферів для режиму кар'єри: відтепер дозволено пропонувати гравців разом із грошовою сумою, а також обмінювати одного гравця на іншого. Отримавши пропозицію про оренду гравця, можна призначити ціну, за яку після завершення оренди команда зможе придбати гравця. Перш ніж зробити футболістові конкретну пропозицію, можна зробити запит, щоб дізнатися, чи доступний цей гравець і скільки за нього хоче клуб.

##### Кар'єра футболіста
Обравши футболіста, котрим користувач планує грати, він отримує від тренера команди список завдань на сезон. Характер завдань залежить від типу гравця - нападник, півзахисник, захисник, воротар. Разом із цілями, поставленими на сезон, на гравця чекають завдання на кожні чотири матчі. Потрібно забивати голи, досягати певного відсотка вдалих передач/відборів м'яча, здобувати сухі перемоги тощо. Кількісні показники завдань встановлюються залежно від рівня суперника.

Якщо гравця щось не влаштовує в команді, тепер є можливість попросити про трансфер або оренду для більшої ігрової практики. Обравши віртуального футболіста з низьким рейтингом в одній із провідних команд, неможливо відразу потрапити до стартового складу - спершу такого гравця віддадуть в оренду, щоб він набув досвіду. Якщо гравець втомився або погано проводить матч, тренер команди може його замінити. А якщо найкращі роки кар'єри футболіста вже позаду, він може повісити бутси на цвях і спробувати себе в ролі менеджера.

### Демо-версія
Як зазначалося раніше, офіційну демо-версію гри було представлено 11 вересня 2012. У ній присутні такі клуби:
- Арсенал
- Манчестер Сіті
- Боруссія Дортмунд
- Мілан
- Ювентус

Усі матчі демо-версії проходять на домашній арені Манчестер Сіті - Етіхад Стейдіум

## Ліги
До FIFA 13 включено 30 ліг з 23 країн світу
| - A-Ліга - Бундесліга - Англійська Прем'єр-Ліга - Чемпіонат футбольної ліги - Перша ліга - Друга ліга - Бельгійська Про Ліга - Серія А - Бундесліга | - Друга Бундесліга - Суперліга - Ірландська Прем'єр-ліга - Прімера Дивізіон - Ліга Аделанте - Серія A - Серія B - Прімера Дивізіон - Ередивізі | - Тіппеліга - Екстракляса - Ліга Сагреш - Прем'єр-ліга - Саудівська Прем'єр ліга - MLS - Прем'єр-ліга - Ліга 1 - Ліга 2 | - Аллсвенскан - Швейцарська Суперліга - К-ліга |

Проти FIFA 12 до FIFA 13 додано 1 лігу: Саудівську Прем'єр-лігу (вперше). На початку 2012 року з'явилися чутки, що EA планує включити офіційну версію Української Прем'єр-ліги, однак продюсер FIFA 13 Сантьяго Харамільйо спростував цю інформацію.

## Обкладинки
На глобальній обкладинці зображено Ліонеля Мессі, а за його спиною — «Сент-Джеймс Парк». У британській версії зображено Мессі, Джо Харта разом із Окслейд-Чемберлейном. Роберто Сольдадо на обкладинці в Іспанії. Карім Бензема у Франції. Клаудіо Маркізіо в Італії. Кейсуке Хонда і Макото Хасебе в Японії. Якуб Блащиковскі на обкладинці у Польщі, а Тім Кехілл - в Австралії.

## Цікаві факти
- Мессі взяв участь у створенні гри, а саме у розробці Досконалого дриблінгу [3]
- Чеська Гамбрінус ліга, відсутня в попередній версії, повернулася до списку ліцензійних чемпіонатів. Річ у тім, що 2011 року в чеському та турецькому чемпіонатах виникли корупційні скандали, через які корпорація EA позбавила їх ліцензії у FIFA 12. Якщо в Чехії питання наразі врегульовано, то в Туреччині воно є досі відкритим.